# Janji Nauli
Janji Nauli is een bestuurslaag in het regentschap Tapanuli Utara van de provincie Noord-Sumatra, Indonesië. Janji Nauli telt 917 inwoners (volkstelling 2010).